# Ca l'Alzina (Cardedeu)
Ca l'Alzina és una masia de Cardedeu (Vallès Oriental) protegida com a Bé Cultural d'Interès Local.

## Descripció
Edifici de planta rectangular, amb crugies perpendiculars a la façana principal, compost de planta baixa, planta primera i golfes, sota coberta a dues vessants de carener descentrat perpendicular a la façana de migdia. Adossats a les façanes de llevant i ponent s'aixequen dos cossos complementaris de planta rectangular, amb coberta a dues vessants. La finestra de la golfa té gravada la data 1622 partida per l'anagrama de Jesús IHS amb l' H coronada per la creu. La resta d'obertures són allindades, amb brancals, ampits i llindes de pedra granítica, a excepció d'un portal allindanat, obert pel cantó de llevant, amb un arc de descàrrega de maó. La finestra de la planta baixa del cantó de ponent porta gravada la data 1629 sobre la llinda, amb l'anagrama IHS i la creu.

## Història
És una de les masies més antigues de Cardedeu i de manera probable sembla que abans va ser un assentament romà. Segons Tomàs Balvey i Antoni Gallardo, vora la casa es van trobar restes d'una piscina i trossos d'àmfores, teules i ceràmica romanes. Balvey també cita la troballa d'unes sepultures cobertes amb teules, una de les quals tenia l'esquelet d'un nen petit que es va desfer quan el van intentar treure. Del 1187 tenim la primera notícia documental del mas, on se cita com a Molí Olzina. El 1208 s'esmenta com a possessió dels Montells, amb el nom llatí Quercu. Per les dates gravades a les dues finestres, 1622-29, tenim coneixement de la possible intervenció de reformes de la masia.